# 新王者之劍
是一部於2011年上映的美国劍與魔法電影。由馬可斯·尼斯佩執導，劇情改編自罗伯特·欧文·霍华德飾作的角色人物蠻王柯南，这是一部关于“柯南”的新电影，与阿诺德·施瓦辛格的同名电影並無關联。本片主演包括杰森·莫玛、瑞秋·尼科尔斯、朗·普尔曼、史蒂芬·朗、罗丝·麦高恩和里奧·霍華德。摩根·費曼替電影作旁白。
7年前，华纳兄弟公司将电影生产权转交给怒族影业和千年影业。该片拍摄开始于2010年3月15日，2010年6月5日结束。2011年8月17日，该片在四个国家（法国，比利时，冰岛和菲律宾）同时上映。 2011年8月19日，该片在美国上映。

## 剧情
野蛮人部落的首领科林（朗·普尔曼）有个儿子叫柯南。青年时期的柯南（里奧·霍華德）是一个剑术精湛、崇尚暴力的战士，但是他的父亲认为他还没有到可以掌握自己手中那把剑的一天。一天，他们的存在被人袭击，袭击者首领是卡拉尔·基姆，一千年前，他为了召唤死去的巫师妻子制造了一个具有魔力的面具，后被人毁坏散落世界各地。科林被杀后，柯南是整个野蛮人部落的唯一幸存者。
多年之后，柯南（杰森·莫玛）已经长大成年，他加入了一群海盗中，他救得一群被卡拉尔·基姆奴役的无辜者，并且结识了一个小偷，名叫伊湘拉（萨伊德·塔格马奥），他们假装服罪，来到了奴隶干活的地方，然后趁机杀了卢修斯（史蒂文·奥唐纳），并且得到了卡拉尔·基姆在寻找纯血统希伯来人的消息。
与此同时，卡拉尔·基姆和他的女儿巫师马里克（罗丝·麦高恩）攻击了一座修道院，院长设法放走了纯血统希伯来人塔玛拉（瑞秋·尼科尔斯），卡拉尔·基姆派出士兵追杀，途中塔玛拉被柯南救得。
为了报仇雪恨，柯南要卡拉尔·基姆单刀赴会，卡拉尔·基姆带着他的巫师女儿拿着一袋子金币来到约定的地方，马里克用巫术击败了柯南，幸亏塔玛拉的帮助才使得两人脱险获救。两人跳入海中，被柯南的好友海盗阿特斯救起。几天后，卡拉尔·基姆的手下袭击他们的船，不过全部都被击毙了。为了报仇雪恨，柯南再次和塔玛拉一起登上岸边，两人在山洞里做爱了一天，第二天黎明，塔玛拉独自出走，结果被卡拉尔·基姆的手下抓住。
为了营救塔玛拉，柯南找到了小偷伊湘拉，两人一同去卡拉尔·基姆的城堡，他们穿过地下水牢，越过一只巨大的章鱼看守的监狱，并杀掉了监狱长。此时，卡拉尔·基姆已经用面具吸了纯血统希伯来人的血液，变成了半人半魔，柯南假扮成他的手下靠近他们，并一剑重重地砍了过去，把捆绑塔玛拉的圆形枷锁一起滚落到万丈深渊，幸亏洞口越往下越小，使得她连同刑具一同被悬挂在半空中，柯南跳入下去，紧接着砍断她手上捆绑的铁链，塔玛拉跳上洞的岸边。卡拉尔·基姆和他的女儿跟着前去追杀他俩。柯南和卡拉尔·基姆决斗，而塔玛拉则和巫师马里克决斗，最后柯南诛杀了巫师马里克，而后击败了卡拉尔·基姆，并让其掉落万丈深渊。

## 演员
| 演员                              | 角色          | 备注                                                           |
| 杰森·莫玛 里奥·霍华德（青年时期） | 柯南          | 野蛮人部落倖存者                                               |
| 罗丝·麦高恩                       | 马里克        | 卡拉尔·基姆的女儿，具有母亲的血液，会巫术                      |
| 瑞秋·尼科尔斯                     | 塔玛拉·约贝卡 | 最后一个纯血统希伯来人                                         |
| 史蒂芬·朗                         | 卡拉尔·基姆   | 一个冷血无情的王国统治者，为了巫师妻子梅丽亚能够复活，无恶不作 |
| 朗·普尔曼                         | 科林          | 野蛮人部落的首领                                               |
| 鲍伯·萨普                         | 卡法          | 卡拉尔·基姆的手下得力干将                                      |
| 史蒂文·奥唐纳                     | 卢修斯        | 卡拉尔·基姆的雇佣兵，先是被柯南割掉鼻子，后被奴隶群所杀        |
| 諾索·安諾茲                       | 阿特斯        | 柯南的朋友，一个海盗                                           |
| 萨伊德·塔格马奥                   | 伊湘拉        | 一个小偷，柯南的朋友，后帮助柯南打开卡拉尔·基姆的城堡的各道门  |
| 摩根·費曼                         | 解说员        |                                                                |

## 花絮
好莱坞的导演选择男主角时，杰森·莫玛一脱衣服就被选中了，他说：“之前来试镜这个角色时，为了凸显身材上的优势与野性的感觉，我脱掉上衣裸着上半身用斧头砍树，砍了两刀之后，导演就说这角色非我莫属了。” 女主角瑞秋·尼科尔斯说：“因为他真的很性感也很有魅力，而且他身上的每一寸肌肉都是真材实料的，虽然这是他第一次的大银幕作品，但绝对气势十足。”

## 评价
爛番茄新鮮度24%，基於141條評論，平均分為4.1/10，而在Metacritic上得到36分，代表「普遍不佳」，差評居多。據CinemaScore調查，觀眾的平均評價於A+至F間落於「B-」。
- 西尔维斯特·史泰龙：“杰森·莫玛有着原始的硬汉性感，他有强壮的肌肉、粗犷的五官，可塑性绝对高。”[8]

- 影评人满囤儿：“如果你从心眼里曾经冒出了一个念头——杰森·莫玛苦练数月塑成的身材和力量感十足的动作让你感到很男人、很霸道的话，这部电影就完成了它的任务。”[8]